# Pudong
Pudong (chiń. upr. 浦东, chiń. trad. 浦東, pinyin: Pǔdōng, dosł. „na wschód od [Huang]pu”), oficjalnie Nowa Dzielnica Pudong (chiń. upr. 浦东新区, chiń. trad. 浦東新區, pinyin: Pǔdōng Xīn Qū) – dzielnica we wschodniej części miasta wydzielonego Szanghaj, na wschodnim brzegu rzeki Huangpu. Posiada status specjalnej strefy ekonomicznej. Pierwszy projekt dzielnicy powstał w 1990 roku. Od początku zakładano, że będzie to finansowe i komercyjne centrum Chin.
Przez dzielnicę przebiega kolej magnetyczna firmy Transrapid. Trasa 30,5 km, od stacji metra Pudong Longyang Road do lotniska Szanghaj-Pudong, pokonywana jest w 7 minut i 20 sekund z maksymalną prędkością 431 km/h.
W Pudong znajdują się Oriental Pearl Tower, Jin Mao Tower, Shanghai Tower oraz Shanghai World Financial Center – architektoniczne symbole Szanghaju, a także ekonomicznego rozwoju Chin.

## IM Motors
W styczniu 2021 roku zarząd specjalnej strefy ekonomicznej Pudong wszedł we współpracę w ramach joint-venture z chińskim gigantem branży motoryzacyjnej SAIC Motor i potentatem branży ecommerce Alibaba Group, zakładając spółkę IM Motors. Koncentruje się ona na produkcji samochodów elektrycznych pod marką IM, poczynając od flagowego sedana IM L7. W 2022 roku zarząd dzielnicy zdecydował się wycofać ze współpracy, przekazując swoje udziały prywatnemu przedsiębiorstwu Zhangjiang Hi-Tech.

## Galeria

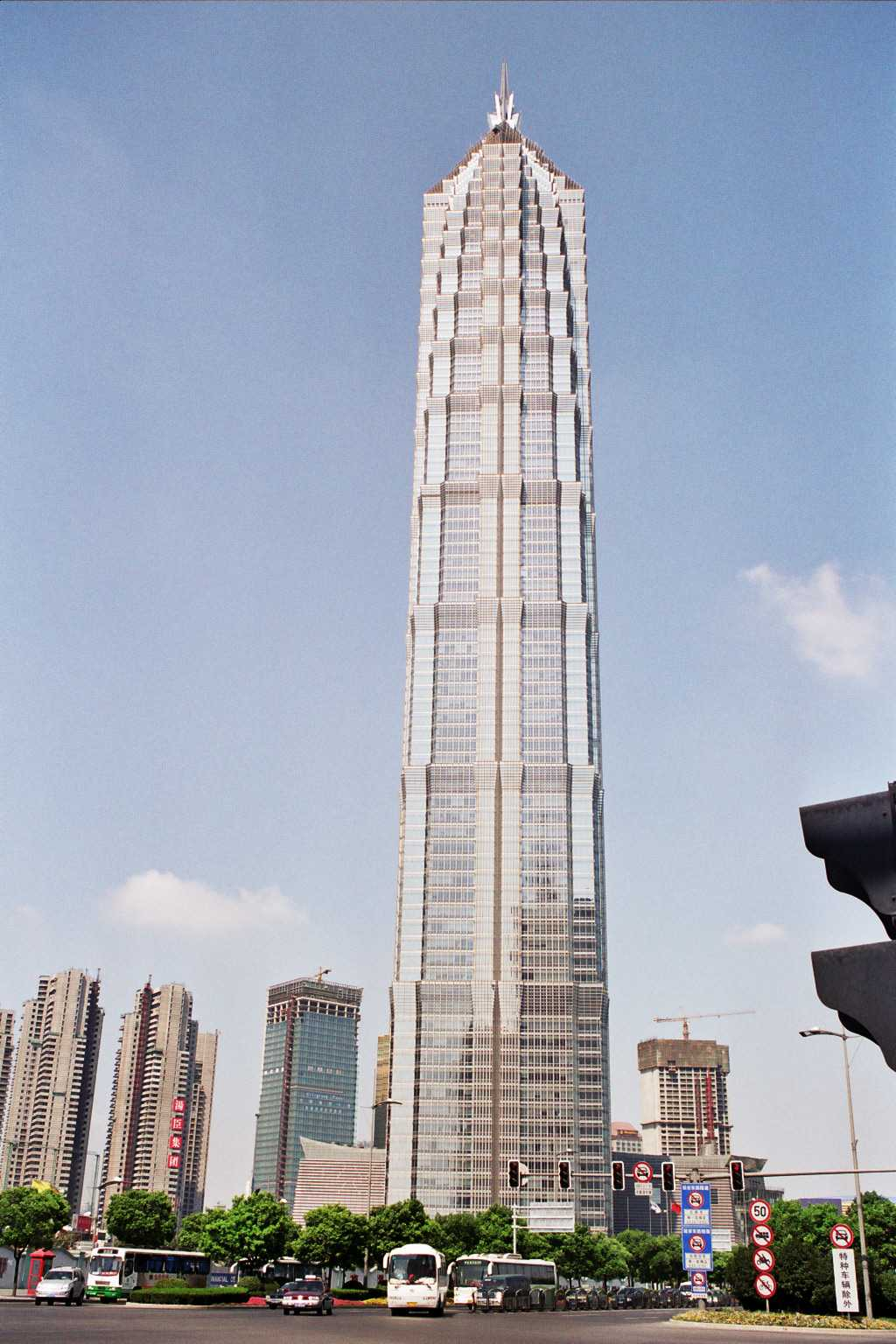
Jin Mao Tower
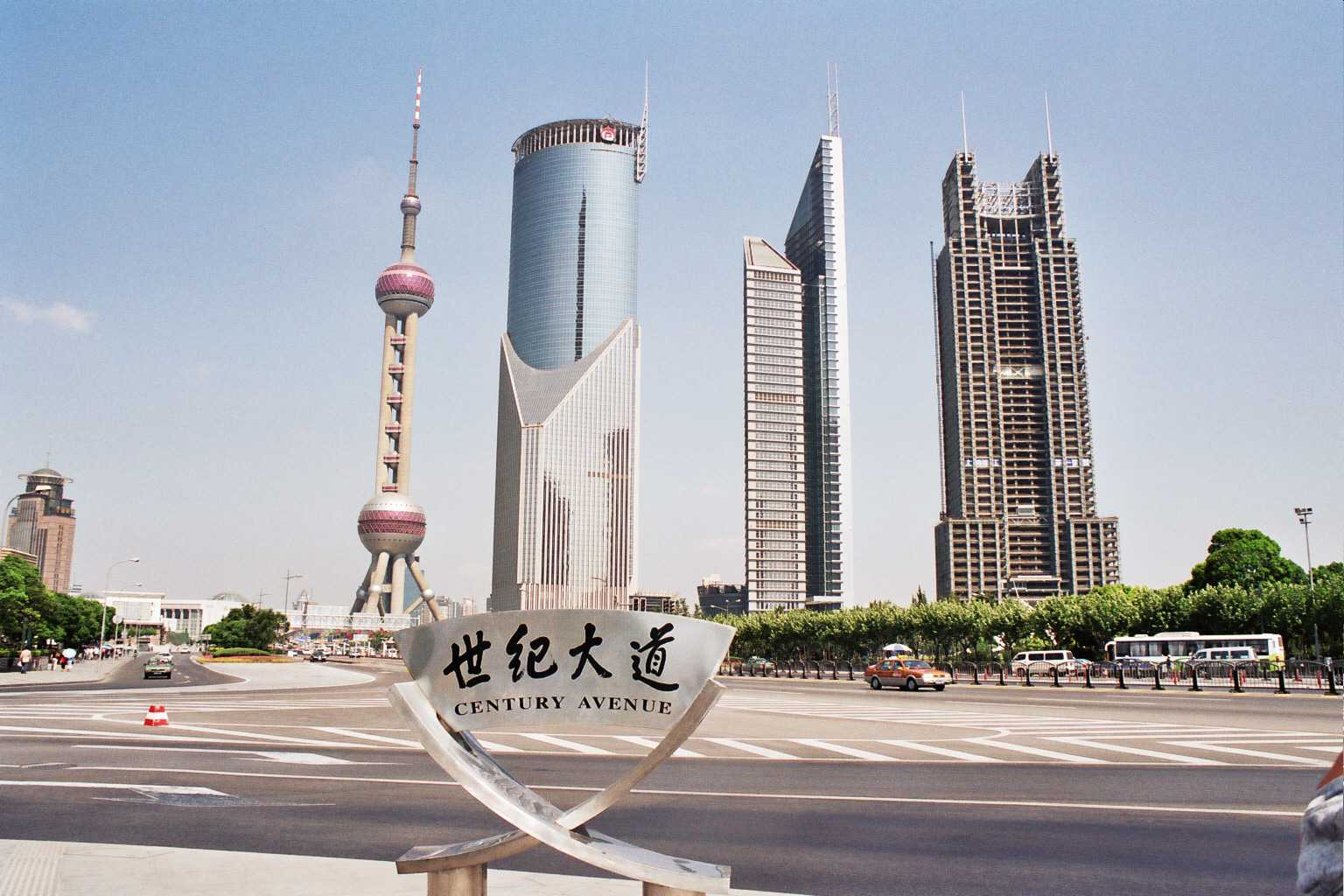
Drapacze chmur w Pudong
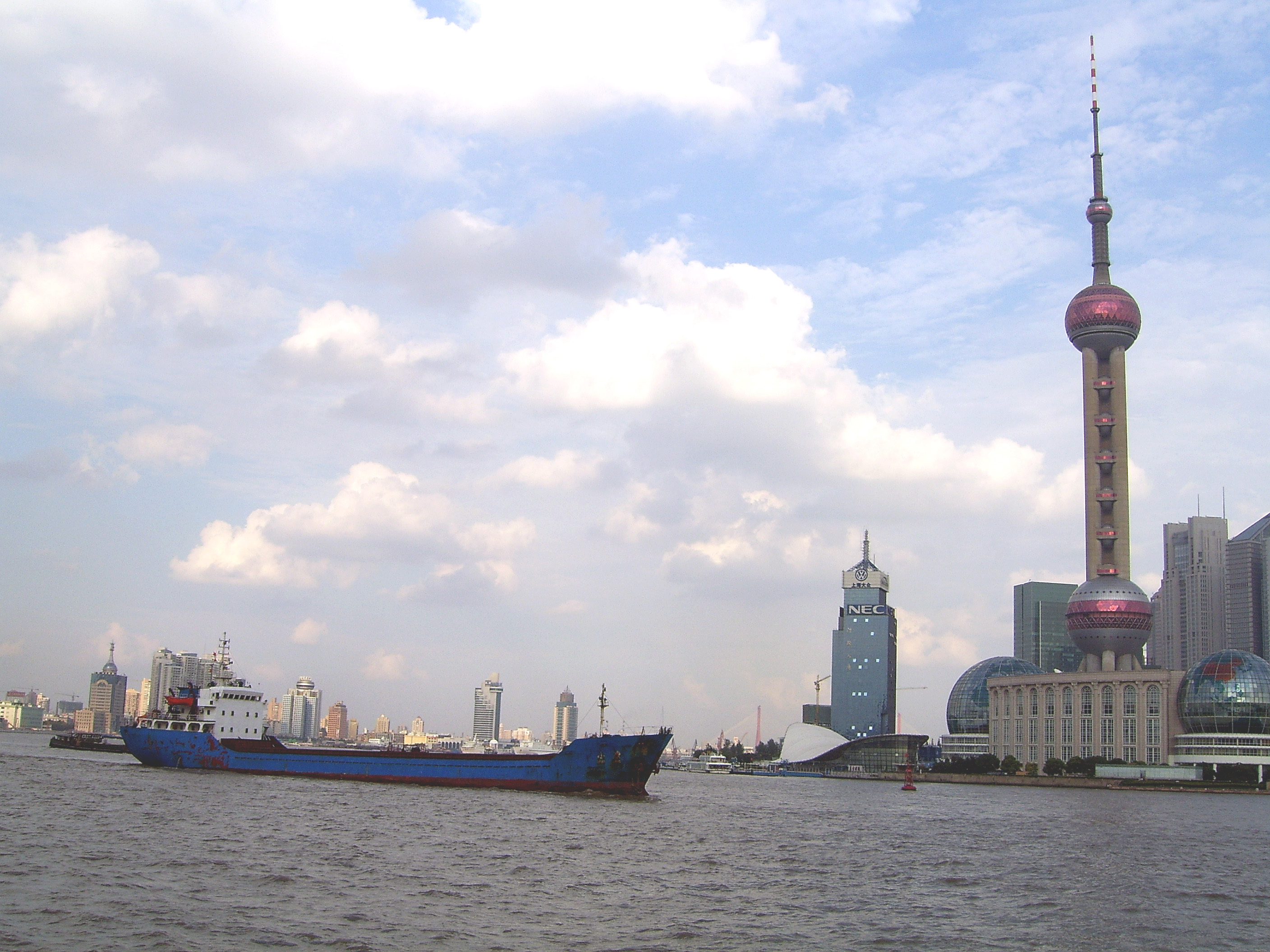
Pudong z rzeki Huangpu
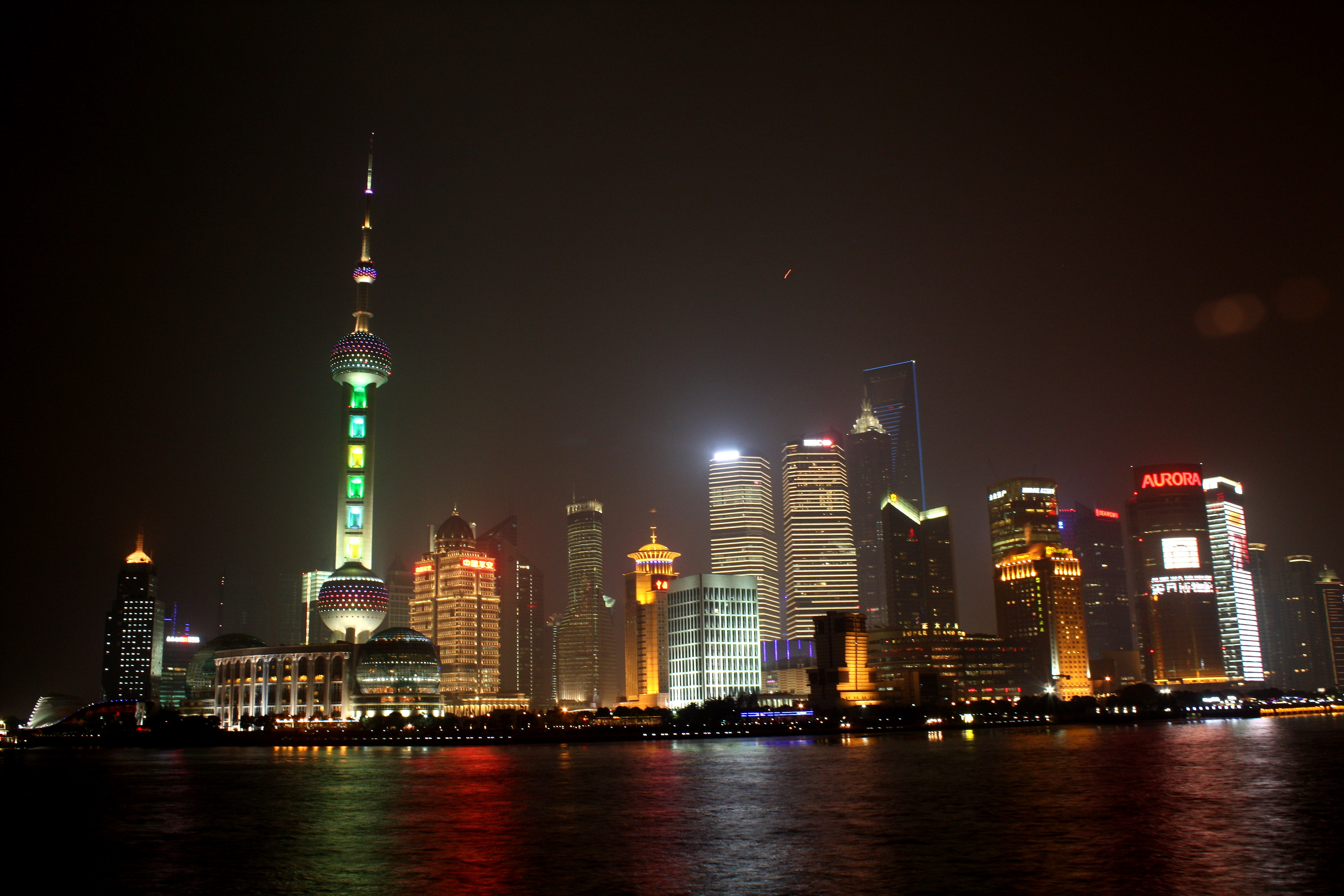
Pudong nocą
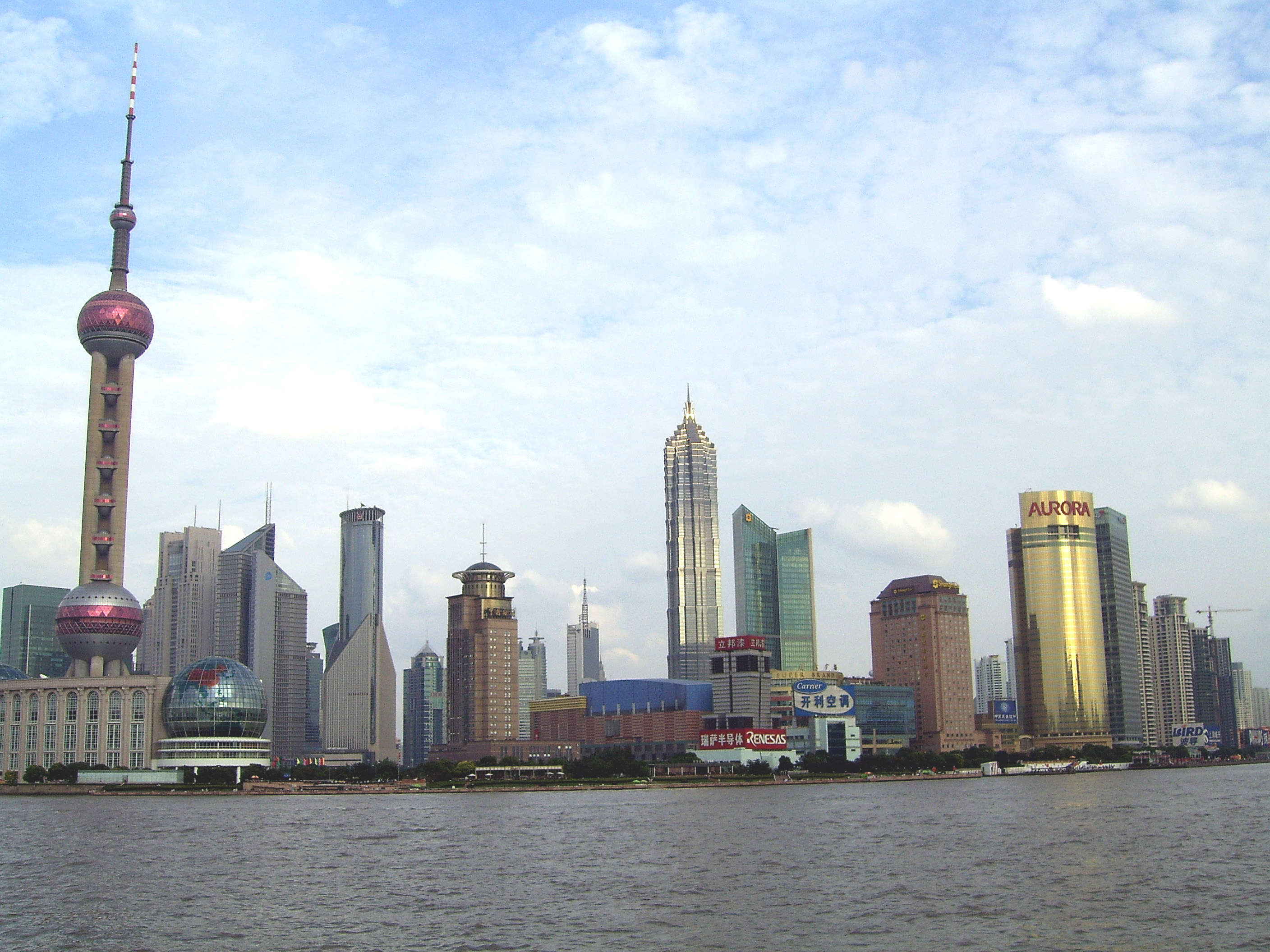
Pudong
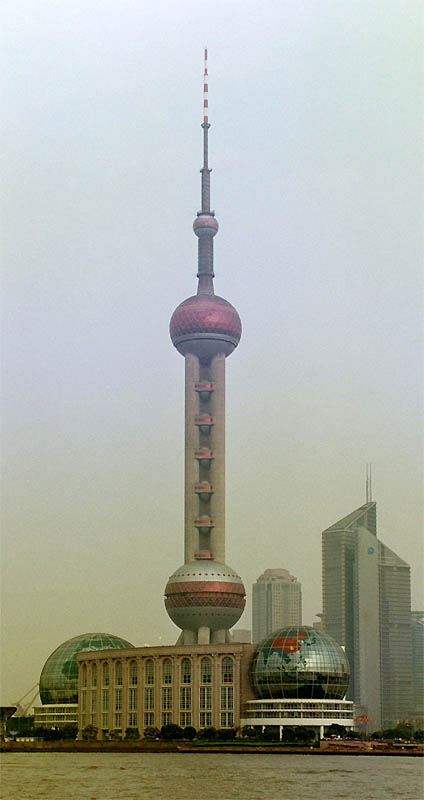
Oriental Pearl Tower